# Wendy Hughes
Pour les articles homonymes, voir Hughes.
Wendy Hughes, née le 29 juillet 1952 à Melbourne et morte le 8 mars 2014 à Sydney, est une actrice australienne. 

## Biographie
Après avoir envisagé de devenir ballerine, elle se tourne vers le théâtre en étudiant à l'Institut national d'art dramatique. Son premier rôle sur les écrans lui est confié en 1974 dans le film Petersen. Cette année marque le début d'une carrière longue de quarante ans au cours de laquelle Wendy Hughes s'impose comme l'une des actrices les plus prolifiques et les plus célèbres d'Australie. Un de ses rôles les plus connus est celui d'Helen, la tante de la protagoniste du film Ma brillante carrière en 1979, l'autre étant celui de Jilly dans la mini-série La Vengeance aux deux visages en 1983.
Elle fut brièvement mariée à l'acteur Sean Scully, de 1971 à 1973. Elle est mère d'un fils, Jay, de son union avec le restaurateur Patrick Juillet, et d'une fille, Charlotte, de sa relation avec l'acteur Chris Haywood.
Elle décède le 8 mars 2014 à Sydney des suites d'un cancer. Elle était âgée de 61 ans.

## Filmographie (non exhaustive)

### Cinéma
- 1974 : Petersen : Dr. Patricia 'Trish' Kent
- 1975 : Sidecar Racers : Lynn Carson
- 1977 : High Rolling : Barbie
- 1978 : Newsfront : Amy Mackenzie
- 1979 : Ma brillante carrière : Tante Helen
- 1979 : Kostas : Carol
- 1980 : Touch and Go : Eva
- 1981 : Hoodwink : Lucy
- 1982 : Duet for Four : Barbara Dunstan
- 1982 : Lonely Hearts : Patricia Curnow
- 1982 : A Dangerous Summer : Sophie McCann
- 1983 : Careful, He Might Hear You : Vanessa
- 1983 : La Vengeance aux deux visages (Return to Eden)
- 1984 : My First Wife : Helen
- 1985 : An Indecent Obsession : Honour Langtry
- 1985 : I Can't Get Started : Margaret
- 1987 : Echoes of Paradise : Maria
- 1987 : Happy New Year : Carolyn
- 1988 : Warm Nights on a Slow Moving Train : une fille
- 1988 : Boundaries of the Heart : Stella Marsden
- 1989 : Luigi's Ladies : Sara
- 1991 : Wild Orchid II: Two Shades of Blue : Elle
- 1994 : Princesse Caraboo : Mrs. Worrall
- 1996 : Lust and Revenge : la conseillère de George
- 1997 : Paradise Road : Mrs. Dickson
- 2001 : The Man Who Sued God : Jules Myers
- 2006 : Caterpillar Wish : Elizabeth Roberts
- 2008 : Salvation : Gloria
- 2008 : The View from Greenhaven : Dorothy

## Distinction
Elle reçoit en 1983 le prix de la meilleure actrice principale pour son interprétation de  Vanessa dans Careful, He Might Hear You. 